# Йохан Фридрих Ернст фон Фризен
Йохан Фридрих Ернст фон Фризен (на немски: Johann Friedrich Ernst Freiherr von Friesen; * 3 юли 1725 в Рьота; † 20 или 21 май 1768 в Рьота при Лайпциг, Саксония) е фрайхер от саксонския род Фризен, таен съветник в Курфюрство Саксония, домхер на Наумбург.
Той е син на курфюрстския саксонски генерал-лейтенант фрайхер Кристиан Август фон Фризен (* 4 март 1675; † 24 септември 1737, в лазарет Белград) и съпругата му Мария Шарлота фон Майзенбуг (* 4 февруари 1688; † 22 април 1753, Дрезден), дъщеря на Йохан фон Майзенбуг († 1693) и Луиза Хенриета фон Канщайн (1663 – 1730). Внук е на фрайхер Кристиан Август фон Фризен (1646 – 1681), домпропст в Майсен, и Кристина фон Офенберг (1650 – 1687). Сестра му Хенриета Катарина (* 1709) е омъжена за Ернст Август Фридрих фон дер Борч. Брат му Карл Август фон Фризен (1721 – 1751) е женен на 16 август 1746 г. с Каролина Вилхелмина фон Вангенхайм (1721 – 1799).
Прадядо му Карл фон Фризен (1551 – 1599) купува имението и дворец Рьота при Лайпциг през 1592 г., който остава до 1945 г. резиденция на фамилията. Йохан Фридрих Ернст фон Фризен и брат му Карл Август фон Фризен (1721 – 1751) наследяват от баща си и баба си Луиза Хенриета фон Канщайн (1663 – 1730) Рамелбург с дворец Рамелбург в графство Мансфелд.

## Фамилия
Йохан Фридрих Ернст фон Фризен се жени на 12 август 1751 г. в Айтра за Кристиана Якобина фон Вертерн-Байлинген (* 10/19 май 1727; † 30 декември 1778), дъщеря на политика граф Георг фон Вертерн (1700 – 1768) и графиня Якобина Хенриета фон Флеминг (1709 – 1784). Те имат децата:
- Шарлота Хенриета Кристиана фон Фризен (* 19 юли 1752), омъжена за Юлиус Кристиан Фридрих фон Шаурот (1734 – 1794), която живее в рицарското имение Каашвиц в Тюринген.
- Йохан Георг Фридрих фон Фризен (* 28 април 1757 в Рьота при Лайпциг, Саксония; † 18 януари 1824 в Дрезден), фрайхер, политик, главен камерхер, таен съветник, женен I. на 2 ноември 1778 г. за Йохана Фридрика Луиза Каролина фон Крозигк, II. на 27 юли 1783 г. във Волфсбург за Юлиана Каролина фон дер Шуленбург (* 7 август 1764, Волфсбург; † 13 юли 1803, Рьота), III. На 15 юли 1819 г. за Каролина Бамбергер, Мадмоазел Бамбергер.